# Savitr Patera
La Savitr Patera è una struttura geologica della superficie di Io.